# Восток-65
«Восток-65» — российский мужской профессиональный баскетбольный клуб из Южно-Сахалинска.

## История
Баскетбольный клуб «Восток-65» создан в 2018 году в городе Южно-Сахалинск и принадлежит крупному сахалинскому рыбопромышленнику Олегу Кану, который активно поддерживает спорт и другие социальные инициативы через фонд «Родные острова».
В сезоне 2018/2019 «Восток-65» дебютировал в чемпионате Суперлиги-1 и Кубке России. В регулярном чемпионате «Восток-65» занял первое место с показателями 26-4, в плей-офф уступили БК «Спартак» (Санкт-Петербург) в серии 1/2 финала со счётом 1:3. В серии за третье место команда из Южно-Сахалинска с таким же счётом 1:3 уступила «ТЕМП-СУМЗ-УГМК» (Ревда) и заняла итоговое четвертое место в своём дебютном сезоне.
В Кубке России 2018/2019 «Восток-65» вышел в 1/4 финала, где встретился с БК «Парма» (Пермь). В первом домашнем матче «Восток-65» выиграл со счётом 79:69, но в ответном матче команда из Лиги ВТБ была сильнее 79:100.

## Результаты выступлений
| Сезон     | Суперлига-1 дивизион | Кубок России |
| --------- | -------------------- | ------------ |
| 2018/2019 | 4 место              | 1/4 финала   |
| 2019/2020 | 6 место              | 3 место      |
| 2020/2021 | -                    | Финалист     |

## Достижения
Кубок России
- Серебряный призёр: 2020/2021
- Бронзовый призёр: 2019/2020

## Главные тренеры
- 2018—2020 —  Эдуард Сандлер
- 2020—2021 —  Эдуард Рауд[1]